# Ламиропаппус
Ламиропа́ппус (лат. Lamyropappus) — монотипный род двудольных растений семейства Астровые (Asteraceae), включающий вид Ламиропаппус шакафта́рский, или Ламиропаппус шакапта́рский (лат. Lamyropappus schakaptaricus (B.Fedtsch.) Knorr. & Tamamsch.).
Единственный вид рода был первоначально описан российским ботаником Борисом Алексеевичем Федченко под названием Cirsium schakaptaricum B.Fedtsch.basionym; в 1954 году вид был перенесён Ольгой Эвертовной Кнорринг и Софьей Георгиевной Тамамшян в состав отдельного рода Lamyropappus.

## Распространение
Единственный вид известен со Средней Азии; по данным МСОП ареал — Казахстан, Кыргызстан и Узбекистан.

## Общая характеристика
Многолетние травянистые растения.
Листья цельные, эллиптической формы, колюче-зубчатые по краям, зелёные в верхней части и беловатые с нижней.
Соцветия-корзинки одиночные, довольно крупные (размером 3—5 см), с розовыми цветками с сильно удлинённым венчиком.
Плод — голая обратнояйцевидно-продолговатая семянка с придатком-паппусом.

## Природоохранная ситуация
Международный союз охраны природы по данным за 1997 год относил ламиропаппус шакафтарский к видам, находящимся под угрозой исчезновения.